# Грейтер-Напані
Грейтер-Напані (англ. Greater Napanee) — місто на південному сході Онтаріо, Канада, приблизно за 45 км на захід від Кінґстона та є адміністративним центром округів Леннокс і Аддінґтон. Воно розташоване на східному краю затоки Квінте. Муніципалітет Грейтер-Напані був створений 1 січня 1998 року шляхом об'єднання міста Напані з містечком Адольфустаун, містечком Північний Фредеріксбург та містечком Південний Фредеріксбург, а також містечком Річмонд. Грейтер-Напані збігається за площею з округом Леннокс, який існував раніше в тих самих рамках і був названий на честь Чарльза Леннокса, 3-го герцога Річмонда.
В місті зберігся будинок Аллана Макферсона — історична будівля 1826 року, яка зараз є музеєм. Макферсон був майором ополчення Леннокса, управляв міськими млинами для переробки зерна та тартаками, а також винокурнею та магазином. Він служив начальником пошти та земельним агентом, керував першою місцевою друкарнею та допомагав фінансувати створення багатьох місцевих шкіл та церков. Будинок розташований на березі річки Напані, яка протікає через місто.
Головні вулиці — вулиця Дандас (схід-захід) та вулиця Сентер (північ-південь). Вулиця Дандас є частиною колишнього провінційного шосе №2, також відомого як Кінґстон-роуд, і проходить через центр міста від Торонто на заході до Кінґстона на сході. Центральна вулиця проходить через центр міста від сучасного комерційного району поблизу шосе 401 до центру міста і далі, як окружна дорога № 8 до озера Онтаріо.

## Історія
Першим зареєстрованим поселенням у районі Грейтер-Напані є Ганнейос, село ірокезів, тимчасово заселене онейдами приблизно з 1660 до 1690 року. Село розташовувалося в районі затоки Гей-Бей або поблизу неї та є одним із семи сіл ірокезів, заснованих на північних берегах озера Онтаріо у XVII столітті. Точне місцезнаходження поселення не визначено.
Ця територія була заселена лоялістами у 1784 році, а Напані вперше отримало офіційний статус 1854 року. Перші поселенці-лоялисти прибули до Адольфустауна 15 червня 1784 року. Місце їхньої висадки та місце першого лоялістського кладовища в цьому районі були збережені лоялістами.
Місто розвинулося на місці водоспаду, судноплавного  краю, на річці Напані, де рання промисловість могла використовувати енергетичний потенціал річки. Річкою транспортували колоди з внутрішніх районів на північ від міста. Були створені лісопильне виробництво, зерновий млин та інші галузі сільськогосподарських послуг. Напані спочатку було відоме як Кларксвілл на честь Роберта Кларка, який побудував там зерновий млин.
Сер Джон А. Макдональд, перший прем'єр-міністр Канади, мав юридичну практику в Напані.

### Історичні місця

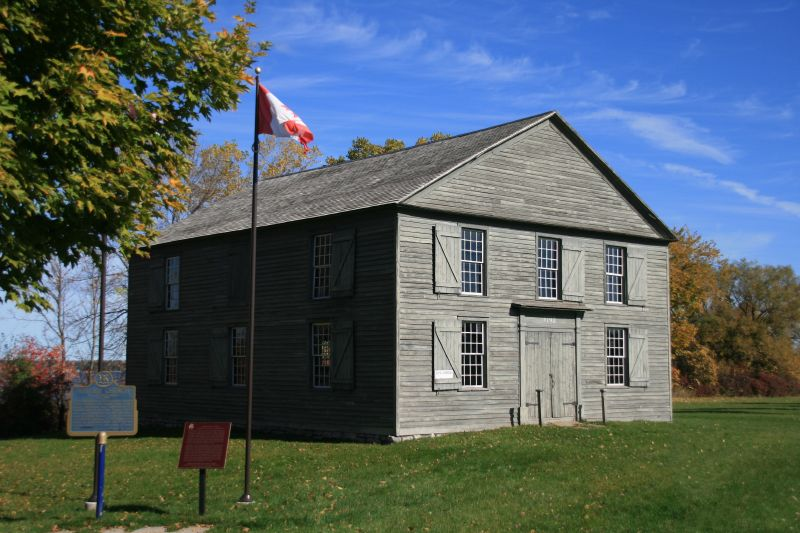
Стара церква Гей-Бей, побудована в 1792 році

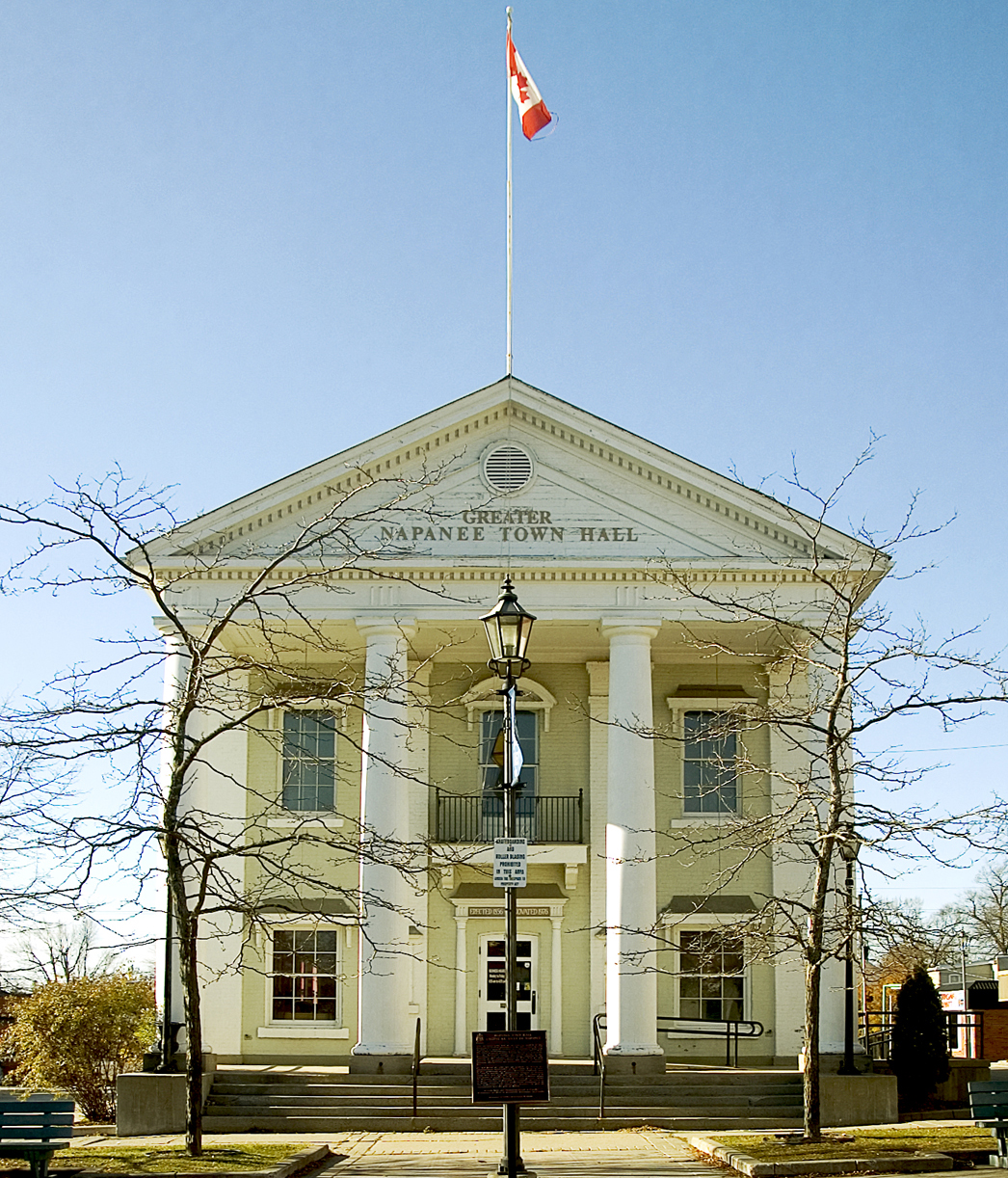
Ратуша Напані, побудована в 1856 році

- Будинок Аллана Макферсона: [6] (бл. 1826 р.) Побудований для Аллана Макферсона, агента впливової родини Річарда Картрайта, будинок має георгіанський дизайн з неокласичними елементами (зверніть увагу на прямокутну фрамугу входу та променеподібні ґрати). Історичне товариство Леннокса та Аддінґтона відновило будинок до його елегантності початку XIX століття. Зараз він функціонує як музей.
- Стара церква Гей-Бей: [7] (бл. 1792 р.) Розташована в Адольфустауні, найстаріша збережена методистська церква Канади була заснована в 1792 році. Зараз вона функціонує як музей, але досі проводить щорічну службу в серпні.
- Музей та архів округу Леннокс і Аддінґтон: [8] (бл. 1864 р.) Змінні експонати музею дозволяють відвідувачам зануритися в минуле округу, а справи та документи, з якими можна ознайомитися в читальній залі архіву, надихають гостей зануритися в історію власної родини, а також міста. Музей також проводить багато заходів для людей різного віку.
- Центр та парк спадщини UEL (Лоялістів Об'єднаної Імперії): [9] (бл. 1784 р.) Розташований на місці, де висадилися перші лоялісти Об'єднаної імперії, цей об'єкт спадщини зараз є музеєм та кемпінгом, ідеальним для всіх вікових груп.
- Меморіальна церква лоялістів: [10] Ця церква, розташована в Адольфустауні, була побудована на честь 100-річчя першої висадки лоялістів Об'єднаної імперії. Служби досі проводяться на цьому місці по неділях.
- Міська ратуша Грейтер-Напані: (бл. 1856 р.) Спроектована архітектором Едвардом Горсі, ця споруда була побудована як поєднання ратуші та ринку в центрі Напані.

Центральна частина міста Напані (вздовж вулиці Дандас) також оточена історичними будівлями, що датуються 1800-ми роками. Самостійна пішохідна екскурсія історичними будівлями міста Грейтер-Напані надає інформацію про ці та інші історичні місця поблизу.

## Демографічні показники
- Загальна чисельність населення у 1996 році: 14 994
  - Адольфустаун: 946
  - Напані: 5 450
  - Північний Фредеріксбург: 3 258
  - Річмонд: 4 143
  - Південний Фредеріксбург: 1 197
- Населення у 1991 році:
  - Адольфустаун: 886
  - Напані: 5 179
  - Північний Фредеріксбург: 3 183
  - Річмонд: 4 037
  - Південний Фредеріксбург: 1222

Рідна мова (2021): 
- Англійська як рідна мова: 95,0%
- Французька як рідна мова: 1,4%
- Англійська та французька як рідні мови: 0,4%
- Інша мова як рідна: 2,7%

## Економіка
Найбільшим роботодавцем є завод з виробництва легкових шин компанії Goodyear Tire and Rubber Company (відкритий у 1988 році).

### Шопінг
У центрі міста Напані розташовано низку бутиків. Було реалізовано кілька проектів з відродження, таких як паб і тераса Waterfront River Pub and Terrace, повна перебудова покинутої вапнякової пивоварні прямо на березі річки Напані. Wallace's, найстаріша безперервно діюча аптека, розташована на розі вулиць Дандас і Джон. Вона знаходиться на тому ж місці під тією ж назвою з моменту свого заснування в 1854 році.
У Напані також знаходиться піцерія «La Pizzeria», яка стала відомою завдяки заяві Авріл Лавін журналу Rolling Stone, що там подають її «улюблену піцу». 
У літні місяці на Ринковій площі працює двотижневий ярмарок Hometown Market з місцевими та вирощеними вдома товарами.

## Культура

### Щорічні міські заходи
Деякі щорічні заходи включають фестиваль на набережній Напані та мультикультурний фестиваль, фестиваль «Музика біля річки», фестиваль опудал, вечірку з вибором покупок у центрі міста та шоу «Велике яскраве світло», а також щорічну художню виставку та розпродаж у парку охорони природи «Мистецтво в парку». У літні місяці в Напані також раз на два тижні проводиться місцевий ринок.
Джемборі кантрі Напані та рок-фестиваль вуду проводяться щорічно третього тижня вересня.

### Живий театр
У районі Грейтер-Напані розташований Громадський театр Леннокса (раніше відомий як Гільдія театру Леннокса), який працює на базі театру «Сільський театр» у селі Селбі. Театр вміщує 80 місць і щорічно з вересня до червня ставить п'ять вистав. Історична колекція програм, що зберігається в театрі, свідчить про те, що Авріл Лавін виступала на тамтешній сцені в дитинстві у постановках «Ти хороший чоловік», «Чарлі Браун» та «Godspell» .

## Спорт
Хокейний клуб «Napanee Raiders Jr. C» увійшов до Молодшої хокейної ліги «Empire B» у 1989 році. За цей час вони виграли вісім чемпіонатів ліги. У 1993 році вони здобули Кубок Кларенса Шмальца All-Ontario як чемпіони з хокею на льоду серед юніорів «C» Асоціації хокею Онтаріо, перемігши «Hanover Barons» з Молодшої хокейної ліги «Western Ontario Junior C» . «Raiders» були єдиною командою EBJCHL, яка коли-небудь вигравала титул All Ontario, поки «Picton Pirates» не подолали це завдання у 2013 році. «Raiders» стали володарями Кубка Шмальца та чемпіонами PJHL у сезоні 2018-2019 років, перемігши «Grimsby Peach Kings». Їхні домашні ігри проводяться в «Strathcona Paper Centre», який відкрився у 2004 році. До «Raiders» «Napanee» грав у Молодшій хокейній лізі «Quinte-St. Lawrence» під назвою « Napanee Kelly Tiremen». Їхня форма нагадувала зелено-жовто-білу форму команди «Міннесота Норт Старз», яка раніше грала в НХЛ. У 1980 році команда «Келлі Тайрмен» була перейменована на «Напані Ворріорз». «Ворріорз» та ліга припинили свою діяльність у 1986 році.
У сезоні 1934–35 років «Напані» один раз вийшов у плей-оф чемпіонату провінції Онтаріо з хокею серед юніорів категорії «B». Вони перемогли «Кінґстон» з рахунком 13–10 у двох іграх другого раунду плей-оф із загальною кількістю голів. У наступному раунді вони були вибиті з плей-оф Кубка Сатерленда командою «Пітерборо».
«Напані Кометс» були успішною командою з хокею на траві Онтаріо Major Intermediate A, яка виграла три чемпіонати Онтаріо поспіль у 1958, 1959 та 1960 роках, а також чемпіонати провінції Intermediate B у 1971 та 1972 роках.
Команда з хокею на підлозі Lennox & Addington Lynx здобула золоту медаль на Зимових іграх Спеціальної Олімпіади Канади в Квебеку у 2008 році, перемігши команди з усієї країни.
Напані також добре відомий своїми успіхами в софтболі як серед хлопців, так і серед дівчат. З 1982 року Напані вигравав чотири національні чемпіонати серед юніорів (U19), включаючи 2018 рік, коли здобув титул на домашньому полі. «Легіонери Напані» здобули титул чемпіона Канади в 1982 році, а «Напані Експрес» здобули найвищі нагороди в 1997 та 2005 роках.  «Напані Норт Кі Експрес» виграв чемпіонат Канади серед юніорів з фастболу 2010 року, перемігши господарів «Нова Скошія-Іґлз» з рахунком 6–1 у національному фіналі. Хлопчача команда «Напані (юніор) Експрес» здобула національний титул з фастболу серед юніорів у 1996 році. Також у 2008 році дівчача команда з фастболу «Напані (Бантам) Експрес» здобула титул чемпіона провінції другого рівня, перемігши «Оквілл» з рахунком 7–4 у фіналі.  Дівчата також стали першою командою в історії Напані, яка кваліфікувалася на чемпіонат Східної Канади, де посіла друге місце.
Гольф-клуб та кантрі-клуб Напані було засновано в 1897 році. Поле має дев'ять лунок, з різними ті для передніх та задніх дев'яти лунок. Рекорд поля становить 62 подачі, встановлений місцевим аматором Джошем Вейленом, побивши попередній рекорд у 63 подачі після 58 років і 30 днів.
Керлінговий клуб Напані був заснований у 1957 році, і численні команди здобували титули чемпіонів зон та округів.  Напані був обраний для проведення щорічного чемпіонату з керлінгу серед чоловіків Ontario Tankard 2010 року, переможця якого переможці потрапляють на чемпіонат Канади. Захід проходив з 1 по 7 лютого в Strathcona Paper Centre. Ґленн Говард, який представляв керлінговий клуб Coldwater and District, завершив ідеальний тиждень, перемігши у фіналі Браяна Кокрейна з керлінгового клубу Rideau з рахунком 5–3, та здобувши свій п'ятий титул поспіль.
Середня школа округу Напані є домівкою команди «Ґолден Гокс». Команди «Ґолден Гокс» виступають у різних видах спорту, включаючи хокей, футбол, баскетбол, регбі, гімнастику, волейбол, плавання та легку атлетику. «Ґолден Гокс» змагаються з командами старших шкіл в рамках «Атлетичної асоціації середніх шкіл району Кінгстон» (KASSAA). У 2008 році дівоча команда з регбі Напані та юніорська та старша команди хлопців виграли чемпіонати ліги. У 2009 році дівоча команда з гімнастики здобула бронзову медаль за загальний результат на чемпіонаті провінції з гімнастики Федерації шкільної спортивної асоціації Онтаріо (OFSAA), що проходив у Віндзорі, Онтаріо.

## Освіта
Школи:
- Державна школа Саутв'ю
- Державна школа принца Чарльза
- Християнська академія Корнерстон
- Католицька школа Дж. Дж. О'Ніла
- Державна школа Селбі
- Середня школа округу Напані

Деякі учні їздять на невелику відстань до середньої школи Ернестауна на сході в містечку Лояліст, католицької середньої школи Святого Хреста далі на сході в Кінґстоні або до Колегіального та професійного інституту Лоялістів для участі в програмах LEAP та Challenge у Кінґстоні. Автобус також довозить учнів до Колегіального та професійного інституту Кінґстона для участі в програмі Міжнародного бакалаврату.

## Медіа
У Напані видається найстаріша незалежна газета Канади «Напані Бівер». Вона розповсюджується щотижня разом із «Напані Ґайд» по четвергах.
У 2007 році в Напані відкрилася нова радіостанція CKYM на частоті 88.7 FM . Станція транслює сучасну музику для дорослих, використовуючи спільну передавальну антену з CJOH-TV-6 компанії Deseronto. 88.7 MyFM висвітлює хокейний матч команди OHL Kingston Frontenacs з 2009 року. Напані також обслуговується радіо- та телевізійними станціями з Бельвіля та більшого ринку Кінґстона.
Громадська радіостанція Island Radio CJAI 101.3 FM, яка повністю керується волонтерами, обслуговує Напані з сусіднього містечка Лояліст.

## Видатні люди
- Авріл Лавін, музикантка, виросла в Напані. Продала більш ніж 35 млн своїх записів.
- Бріттані Бенн, спортсменка, учасниця команди Канади з регбі
- Сер Джон А. Макдональд, правник, бізнесмен і політик, який був Прем'єр-міністром Канади
- Леслі Томпсон, п'ятиразова олімпійська медалістка з веслування
- Реджиналд Олдворт Делі, (1871–1957) геолог; викладав у Массачусетському технологічному інституті та в Гарвардському університеті

## Зовнішні посилання
- Офіційний сайт